# 11-11: Memories Retold
11-11: Memories Retold — нелинейная приключенческая видео-игра действия которой происходит во время Первой мировой войны. Релиз игры состоялся 9 ноября 2018 года, за два дня до столетия перемирия. Игра является совместной разработкой Digixart Entertainment Studios и Aardman Animations, а издателем выступила Bandai Namco Entertainment.

## Сюжет
Игрок играет попеременно за двух персонажей во время Первой мировой войны — канадского фотографа Гарри Ламбера (озвучивает Элайджа Вуд) и немецкого инженера Курта Вальднера (озвучивает Себастьян Кох). Каждый из них по разным причинам участвует в военной кампании, Гарри ищет славы и желает соблазнить даму сердца, поэтому он решает последовать за майором ищущего нового военного фотографа. Курт же работал в тылу инженером, но по радио услышал сводку новостей в которой говорилось, что отряд его сына пропал и решает пойти на фронт, чтобы отыскать его.

## Игровой процесс
Повествование игры идёт в формате от третьего лица с возможностью выбора между двумя главными героями либо в начале главы, либо в определённых её частях. Каждый персонаж имеет особые навыки:
Курт может взаимодействовать с различными электрическими устройствами запуская логическую миниигру
Гарри владеет камерой, с помощью которой может запечатлеть различные моменты показывающте войну в лучшем свете для начальства или для себя
В определённые моменты игра позволяет управлять голубем и котом.

## Разработка
Идея создать игру родилась после встречи DigixArt встретила сотрудников Aardman на Games for Change Europe 2016. Разработчики заявили, что хотели передать моменты человечности между враждующими сторонами. Художественный стиль игры вдохновлён короткометражным фильмом «полёт историй» созданный Aardman для Имперского военного музея. В короткометражке использовались 3д-объекты, стилизованные под импрессионизм. Aardman сказали, что пробовали стили, на которые повлияла Первая мировая Войка, такие как футуризм и кубизм, однако не хотели, чтобы игра казалась низкополигональной, поэтому решили использовать импрессионый стиль. Среди художников, которыми вдохновлялись Aardman они отметили Тёрнера, Моне.

## Рецензии
| Сводный рейтинг       | Сводный рейтинг                        |
| Агрегатор             | Оценка                                 |
| --------------------- | -------------------------------------- |
| GameRankings          | 79,00 %                                |
| Metacritic            | 73/100 (PC) 77/100 (PS4) 77/100 (XONE) |
| OpenCritic            | Strong                                 |
| «Критиканство»        | 76                                     |
| Русскоязычные издания |                                        |
| Издание               | Оценка                                 |
| Gameplay              | 4,5/5                                  |
| PlayGround.ru         | 6,8/10                                 |
| StopGame.ru           | Изумительно (PC)                       |

Игра в целом получила положительные отзывы критиков для платформ PS4 и X-Box, и смешанные для ПК-версии.